# Henry County, Virginia
Henry County är ett administrativt område i delstaten Virginia, USA, med 47 286 invånare. Den administrativa huvudorten (county seat) är Collinsville. 

## Geografi
Enligt United States Census Bureau har countyt en total area på 996 km². 991 km² av den arean är land och 5 km² är vatten.      

### Angränsande countyn
- Franklin County - nord
- Pittsylvania County - öst
- Rockingham County, North Carolina - syd
- Stokes County, North Carolina - syd-sydväst
- Patrick County - väst